# O Simas

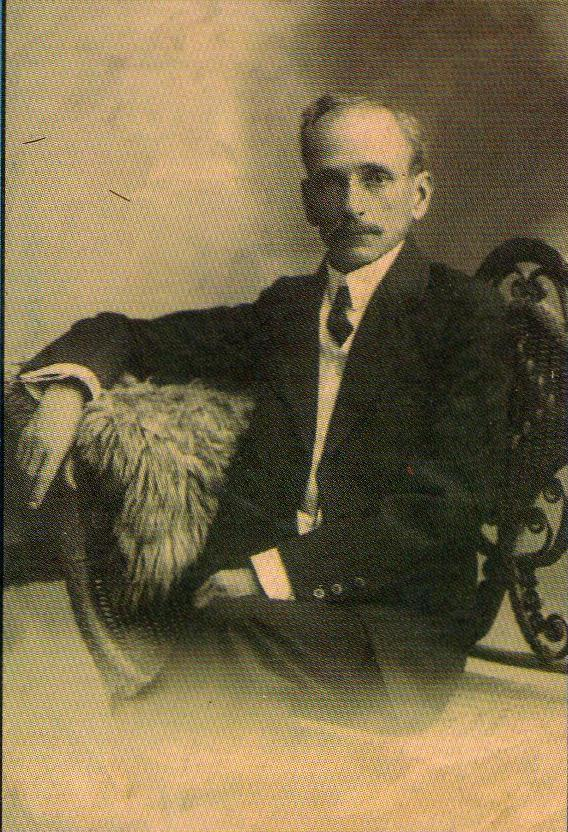
O escritor Antonio Pápi Júnior, autor de O simas.

O Simas é um romance regional naturalista de Pápi Júnior, editado em 1898. Foi reeditado apenas uma vez em 1975. Lúcia Miguel-Pereira em uma nota de pé de página no seu Prosa de Ficção afirma: "Os casos e deformações literárias sendo mais evidentes nos escritores secundários, convém lembrar O Simas do cearense de adoção Pápi Júnior, que, escrito já em 1898, se enquadra no naturalismo pelas descrições de certas cenas e sobretudo pela importância dada ao temperamento da personagem central, mas cuja trama é do mais puro romantismo."
O autor viria depois, em 1914, a lançar sua segunda obra mais representativa, Gêmeos, de conteúdo romântico. As seguintes não encontram classificação dentro da estética literária.

## Referência
- COUTINHO, Afrânio; SOUSA, J. Galante de. Enciclopédia de literatura brasileira. São Paulo: Global.